# Голубянка лесная
Голубянка лесная или голубянка клеверная, или голубянка семиаргус, или голубянка бобовая (лат. Polyommatus (Cyaniris) semiargus) — вид бабочек из семейства голубянки.

## Этимология названия
Semiargus (латинский) - полуаргус, наполовину схожий с Аргусом.

## Ареал и места обитания

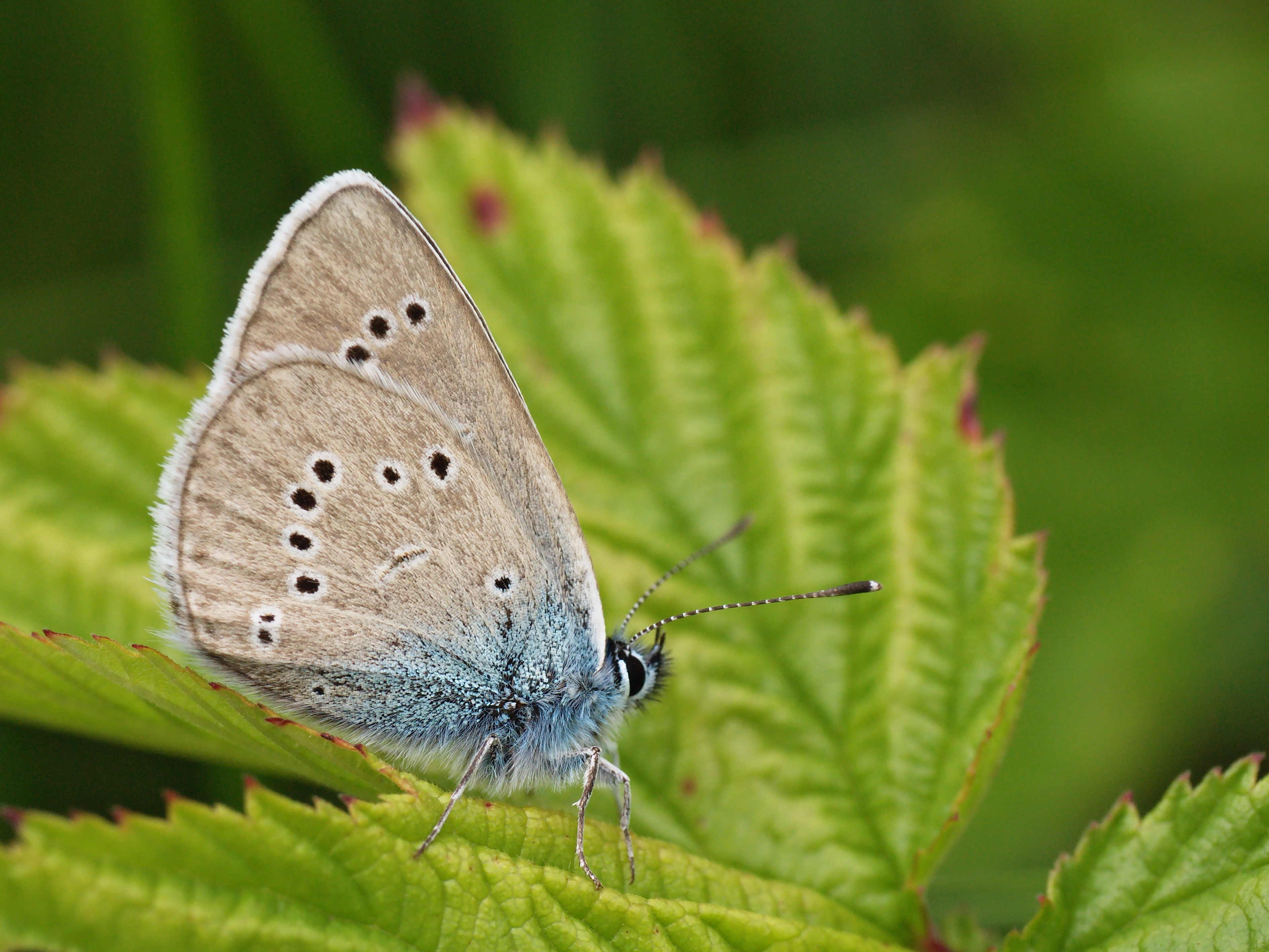

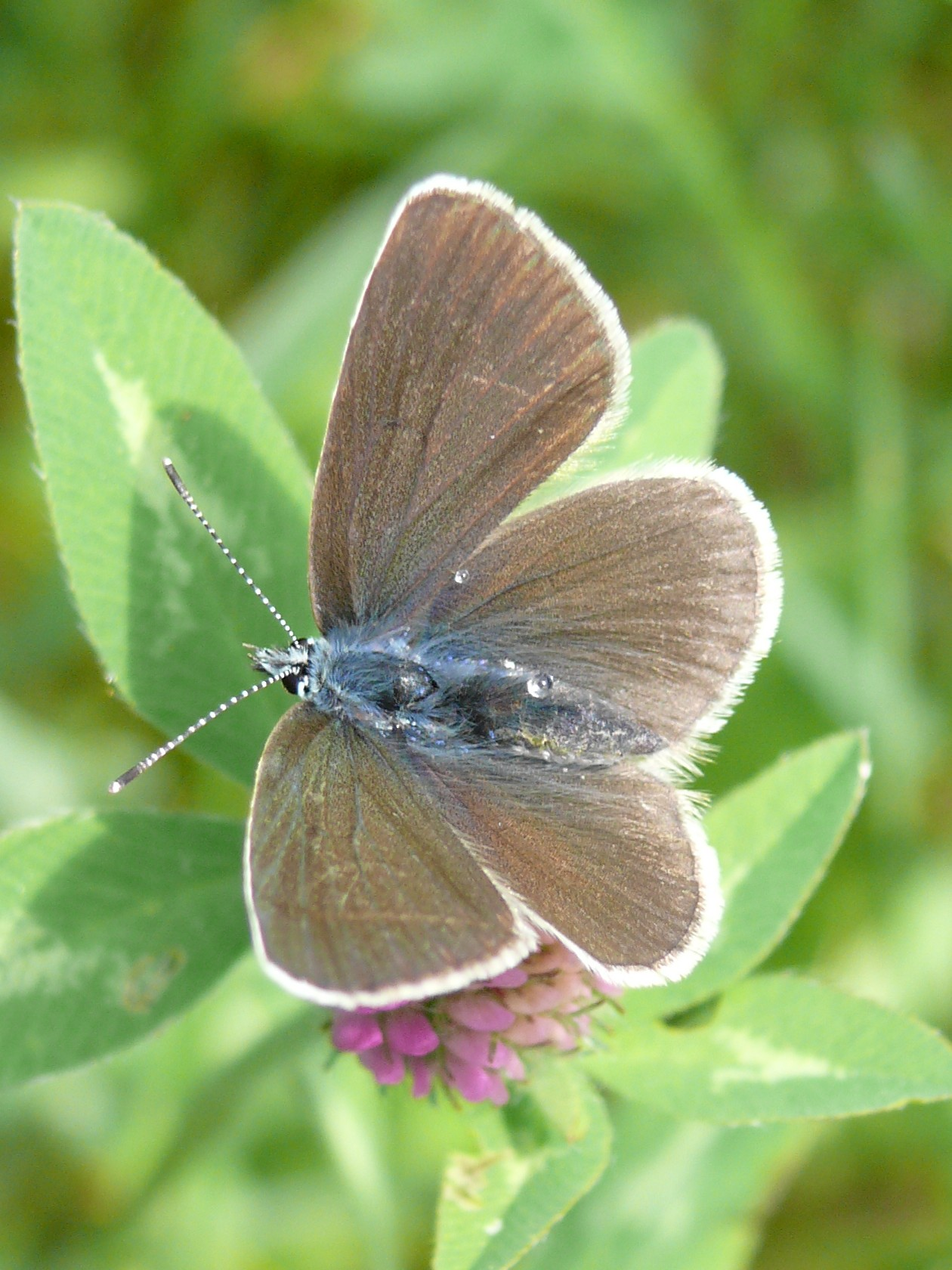
Самка

Умеренный пояс Евразии на восток до Северной Кореи, остров Сахалин.
Обычен на всей территории Восточной Европы. Отсутствует на крайнем юге степной зоны Украины, в Калмыкии и в Астраханской области России.
Бабочки населяют луга различных типов, поляны, опушки леса. В степной зоне обитает преимущественно в долинах рек и в лесах. На Кавказе населяет влажные горные луга среднего пояса, опушки лесов, субальпийские луга, берега ручьёв, на высотах от 600 до 2700 м н ур.м.

## Биология
За год развивается в одном поколении. Время лёта с конца мая по конец августа в лесной зоне, и с начала мая до конца июля на территории лесостепной и степной зоны.
Самки откладывают яйца поштучно на цветки кормовых растений гусениц: различные виды клевера, язвенник обыкновенный, армерия обыкновенная, вязель разноцветный, донник лекарственный, горошек мышиный, донник. Яйца белые с зеленоватым оттенком. Стадия яйца длится около 5 дней.
Гусеницы в начале с июля до осени питаются в дневное время цветами и семенами, а после зимовки — листьями. Являются мирмекофилами и посещаются муравьями рода Lasius. Зимует гусеница раннего возраста. Гусеницы старших возрастов темно-зеленые с более тёмной спинной полоской, беловатой полосой над ногами и рядами светлых косых штрихов по бокам. При достижении длины 13-15 мм гусеницы прекращают питаться и через 2—3 дня окукливаются. Куколка удлиненной формы, блестящая, салатно-зелёного цвета, с тёмной спинной полосой. Длина куколки 9-10 мм.

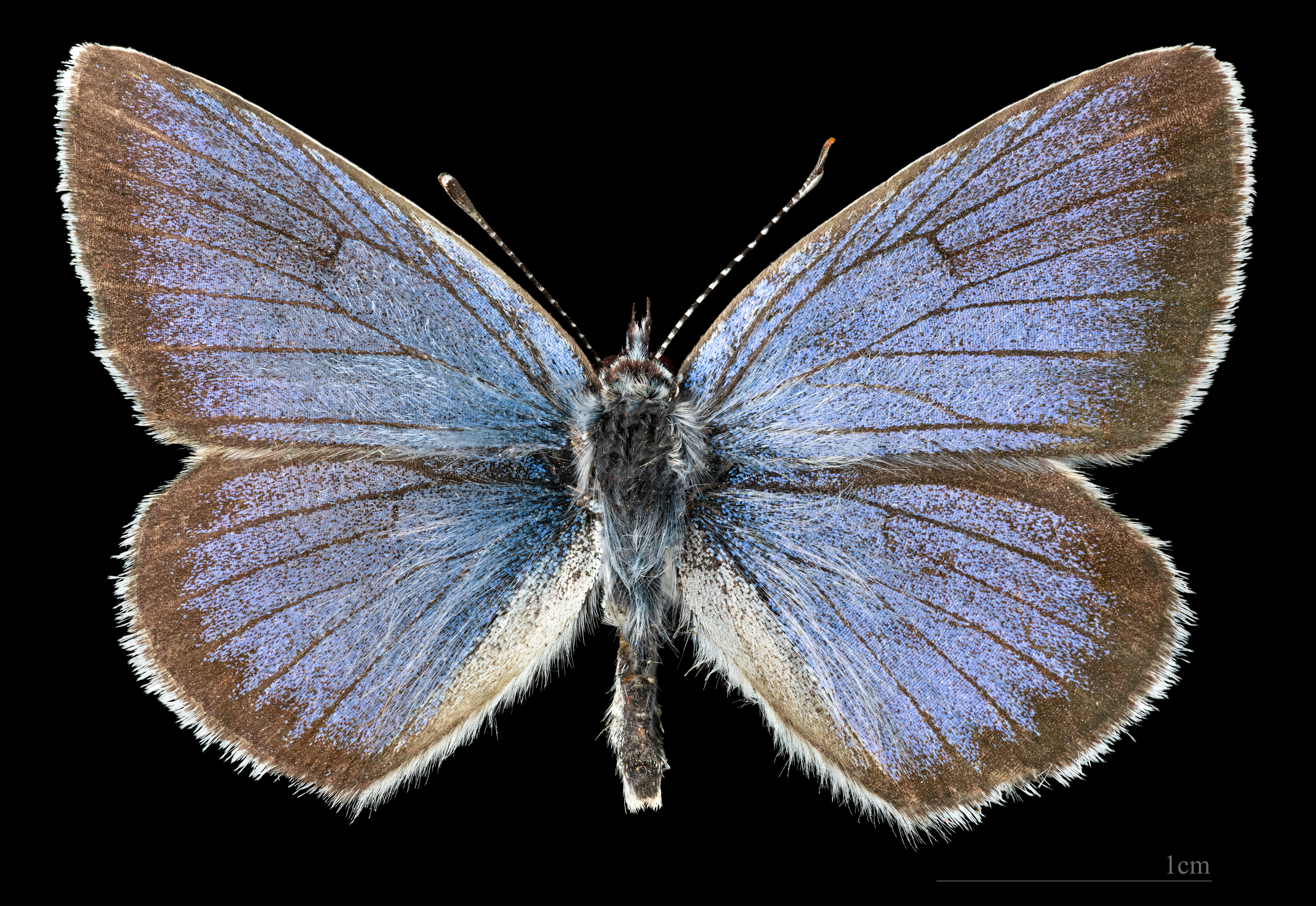
Cyaniris semiargus ♂
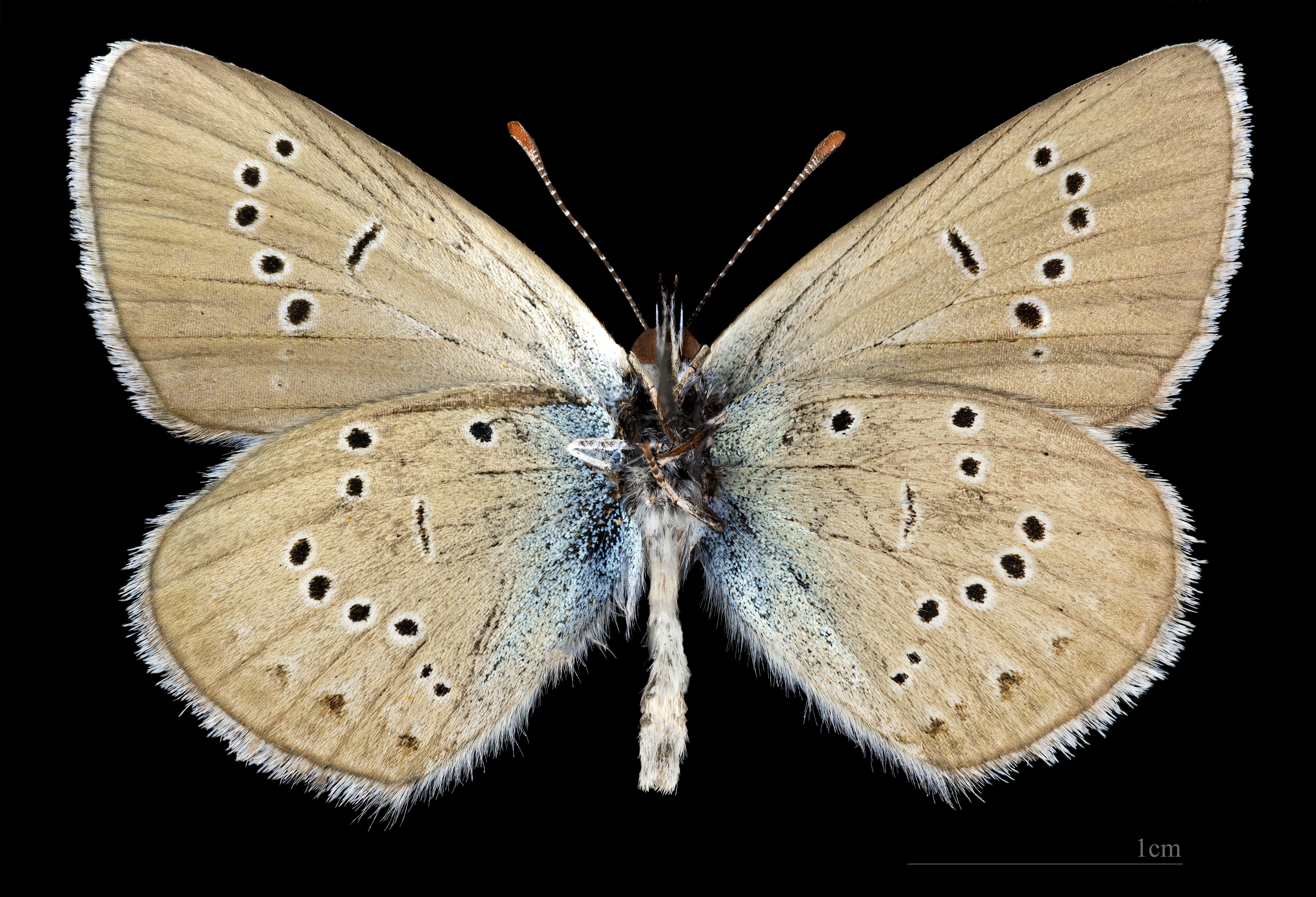
Cyaniris semiargus ♂  △